# Poecilia elegans
Poecilia elegans là một loài cá nước ngọt thuộc chi Poecilia trong họ Cá khổng tước. Loài này được mô tả lần đầu tiên vào năm 1948.

## Phân bố và môi trường sống
P. elegans được tìm thấy trong một dòng suối nhỏ thuộc Santo Domingo, thủ đô của Cộng hòa Dominica.

## Mô tả
Mẫu vật lớn nhất của P. marcellinoi có chiều dài cơ thể được ghi nhận là 4,6 cm, thuộc về một cá thể mái; cá đực có chiều dài tối đa được ghi nhận là 3,6 cm.